# Abetimus
Abetimus (abetimus sodowy, LJP 394) – lek immunosupresyjny (ATC L04 AA 22) o działaniu immunomodulującym, który wywołuje tolerancję limfocytów B na natywny dwuniciowy DNA (dsDNA, z ang. double-stranded DNA). Składa się z czterech oligonukleotydów dsDNA, połączonych z glikolem polietylenowym, który nie ma działania immunogennego. Abetimus wiąże na drodze reakcji krzyżowej receptor powierzchniowy dla przeciwciał anty-nDNA na limfocytach B, co hamuje przekazanie drugiego sygnału i doprowadza do stanu anergii lub do apoptozy tych limfocytów. Lek otrzymał nazwę handlową Riquent i przeszedł etapie badań klinicznych w leczeniu toczniowego zapalenia nerek.
Abetimus został opracowany przez amerykańską firmę La Jolla Pharmaceutical Company, która w latach 2005-2006 wystąpiła o dopuszczenie do obrotu w USA i Europie. Jednak ostatecznie lek nie został nigdzie wprowadzony na rynek.  